# Arrows Ostrava
Arrows Ostrava je ostravský baseballový a softballový sportovní klub. V letech 2005, 2006, 2008, 2009, 2017 a 2020 se stal vicemistrem české baseballové extraligy. V roce 2018 se stal jejím mistrem. O rok později svoje prvenství obhájil a v roce 2021 zvítězil potřetí. Do roku 1996 byl součástí TJ VOKD Ostrava-Poruba, jako oddíl baseballu a softballu. Od sezóny 1997 hraje pod názvem Arrows Ostrava. Oficiální název, pod kterým je klub registrován jako občanské sdružení, je SKSB Arrows Ostrava.

## Rekonstrukce stadionu
Začátek sezóny 2008 byl poznamenán rekonstrukcí stadionu, kvůli které musela být domácí utkání hrána na hřištích soupeřů. První zápas sezóny 2008 na nově zrekonstruovaném hřišti v Porubě se odehrál ve středu 14. května v 17:30 proti Skokanům Olomouc. Areál nyní nabízí 2 500 míst k sezení.

## Významné události
- Pořadatelství Mistrovství Evropy juniorů a kadetů 1997, 1998
- Pořadatelství Akademického mistrovství světa v baseballu 2008
- Pořadatelství Mistrovství Evropy v softballu žen 2019
- Pořadatelství Poháru mistrů v baseballu 2021

## Historické názvy
- PO Plamen Poruba
- Permon Sokol Pustkovec
- Fortuna Sokol Pustkovec
- TJ VOKD Ostrava-Poruba (do 1996)
- Arrows Ostrava (SKSB Ostrava) (1997 – dosud)

## Úspěchy
- Mistr České republiky Extraligy mužů v roce 2018, 2019[2], 2021
- Vicemistr České republiky Extraligy mužů v letech 2005, 2006, 2008, 2009, 2017, 2020
- Vítěz Českého baseballového poháru v roce 2014
- Mistr České republiky Extraligy juniorů v letech 2001, 2002, 2003
- Mistr České republiky v kategorii kadetů v roce 1998
- Vicemistr České republiky v kategorii kadetů v letech 2002, 2005, 2008, 2009, 2014
- Vicemistr České republiky v kategorii kadetek – 2009
- Mistr České republiky v kategorii ml. kadetů – 2010
- Vicemistr České republiky v kategorii žaček – 2010

## Kategorie
- Muži
- Ženy
- Junioři U18
- Juniorky U20
- Kadeti U15
- Kadetky U16
- Mladší kadeti U13
- Žákyně U13
- Žáci U11
- Coachball U11
- Coachpitch U10
- Coachpitch U9